# Krisiun
Krisiun es una banda de metal proveniente de Brasil, formada en 1990 en Ijuí, Rio Grande do Sul. La banda esta fuertemente influenciada por bandas como Sodom, Kreator, Morbid Angel y Slayer.
Lanzan dos demos y entonces se mudan a São Paulo en 1995, donde la gente empezó a notar el talento de la banda. Poco después de mudarse, su segundo guitarrista, Altemir Souza, deja la banda y regresa a Porto Alegre (donde muere en un accidente de motocicleta en 2002).
El EP Unmerciful Order (su más "importante" grabación presentando a un segundo guitarrista, llamado Mauricio Nogueira de Torture Squad) los estableció como una banda de culto, y este estatus fue más allá con el lanzamiento de su álbum debut Black Force Domain (ahora como un trío) en 1995.
Los tres miembros fundadores son hermanos (Kolesne), aunque uno de los hermanos usa el apellido de su madre (Camargo). Ellos han hecho extensivas giras por Norteamérica, Sudamérica y Europa (grabando su primer DVD oficial en Polonia).
El nombre de la banda deriva de lo que supuestamente en latín debería ser vidente de la abominación, en lugar de un mar en la luna (Mare Crisium), lo cual mucha gente erróneamente cree.

## Discografía

### Demos
- Evil Age (1991)
- The Plague (1992)

### Álbumes
- Black Force Domain (1995)
- Apocalyptic Revelation (1998)
- Conquerors of Armageddon (2000) (producido por Eric Rutan y Andy Classen)
- Ageless Venomous (2001)
- Works of Carnage (2003)
- Bloodshed (2004)
- AssassiNation (2006) (producido por Andy Classen)
- Southern Storm (2008)
- The Great Execution (2011)
- Forged in Fury (2015)
- Scourge Of The Enthroned (2018)
- Mortem Solis (2022)

### EP
- Curse of the Evil One (1992)
- Evil Age (Split con Harmony Dies, 1993)
- Unmerciful Order (1993)
- Bloodshed (2004)

## Miembros

### Actuales
- Moyses Kolesne - Guitarra
- Max Kolesne - Batería
- Álex Camargo - Bajo, Voz

### Anteriores
- Mauricio Nogueira - Guitarra
- Altemir Souza - Guitarra